# Distrito de Kolubara
El Distrito de Kolubara (en serbio: Kolubarski okrug, Колубарски округ) es uno de los 18 ókrug o distritos en que está dividida Serbia Central, la región histórica de Serbia. Tiene una extensión de 2.474 km², y según el censo de 2002, una población de 192.204 habitantes. Su capital administrativa es la ciudad de Valjevo.

## Municipios
Los municipios que componen el distrito son los siguientes:
- Osečina
- Ub
- Lajkovac
- Valjevo
- Mionica
- Ljig